# Lista över ettor på Kvällstoppen
Här listas ettor på Kvällstoppen.

## Lista
| Datum (antal veckor)  | Titel                                                       | Artist                           |
| --------------------- | ----------------------------------------------------------- | -------------------------------- |
| 10 juli 1962 (5)      | I Can't Stop Loving You                                     | Ray Charles                      |
| 14 augusti 1962 (1)   | Gimme a Little Kiss/Be Patient With Me                      | Michael Landon                   |
| 21 augusti 1962 (3)   | Speedy Gonzales                                             | Pat Boone                        |
| 11 september 1962 (4) | Dear One                                                    | Larry Finnegan                   |
| 9 oktober 1962 (1)    | Twistin' Patricia                                           | Jerry Williams                   |
| 16 oktober 1962 (1)   | The Loco-Motion                                             | Little Eva                       |
| 24 oktober 1962 (4)   | Surfin' Safari                                              | The Beach Boys                   |
| 20 november 1962 (6)  | Let's Dance                                                 | Chris Montez                     |
| 1 januari 1963 (1)    | Bobby's Girl                                                | Marcie Blane                     |
| 8 januari 1963 (3)    | Return to Sender                                            | Elvis Presley                    |
| 29 januari 1963 (4)   | Stand Up                                                    | Michael Cox                      |
| 26 februari 1963 (4)  | I Saw Linda Yesterday                                       | Dickey Lee                       |
| 26 mars 1963 (4)      | Hey Paula                                                   | Paul & Paula                     |
| 23 april 1963 (2)     | Blame it on the Bossa Nova                                  | Eydie Gorme                      |
| 7 maj 1963 (5)        | How Do You Do It?                                           | Gerry & The Pacemakers           |
| 11 juni 1963 (7)      | Lucky Lips                                                  | Cliff Richard                    |
| 30 juli 1963 (8)      | (You're The) Devil In Disguise                              | Elvis Presley                    |
| 24 september 1963 (4) | Just Like Eddie                                             | Heinz                            |
| 22 oktober 1963 (3)   | If I Had A Hammer                                           | Trini Lopez                      |
| 12 november 1963 (2)  | Detroit City                                                | Bobby Bare                       |
| 26 november 1963 (2)  | She Loves You                                               | The Beatles                      |
| 10 december 1963 (1)  | Detroit City                                                | Bobby Bare                       |
| 17 december 1963 (4)  | She Loves You                                               | The Beatles                      |
| 21 januari 1964 (4)   | I Want To Hold Your Hand                                    | The Beatles                      |
| 18 februari 1964 (2)  | Hippy Hippy Shake                                           | Swinging Blue Jeans              |
| 3 mars 1964 (4)       | All My Loving                                               | The Beatles                      |
| 31 mars 1964 (6)      | Can't Buy Me Love                                           | The Beatles                      |
| 12 maj 1964 (1)       | I Love You Because                                          | Jim Reeves                       |
| 19 maj 1964 (2)       | Suspicion                                                   | Terry Stafford                   |
| 2 juni 1964 (3)       | My Boy Lollipop                                             | Millie                           |
| 23 juni 1964 (4)      | Tennessee Waltz                                             | Alma Cogan                       |
| 21 juli 1964 (1)      | Long Tall Sally                                             | The Beatles                      |
| 28 juli 1964 (1)      | Tennessee Waltz                                             | Alma Cogan                       |
| 4 augusti 1964 (1)    | Long Tall Sally                                             | The Beatles                      |
| 13 augusti 1964 (4)   | A Hard Day's Night                                          | The Beatles                      |
| 8 september 1964 (4)  | Do Wah Diddy Diddy                                          | Manfred Mann                     |
| 6 oktober 1964 (1)    | Have I the Right?                                           | The Honeycombs                   |
| 13 oktober 1964 (4)   | Oh, Pretty Woman                                            | Roy Orbison                      |
| 10 november 1964 (4)  | I Should Have Known Better                                  | The Beatles                      |
| 8 december 1964 (1)   | Fröken Fräken                                               | Sven-Ingvars                     |
| 15 december 1964 (1)  | I Feel Fine                                                 | The Beatles                      |
| 22 december 1964 (2)  | Fröken Fräken                                               | Sven-Ingvars                     |
| 5 januari 1965 (2)    | I Feel Fine                                                 | The Beatles                      |
| 19 januari 1965 (2)   | Tell Me                                                     | The Rolling Stones               |
| 2 februari 1965 (1)   | Little Honda                                                | The Beach Boys                   |
| 9 februari 1965 (3)   | That's The Way                                              | The Honeycombs                   |
| 2 mars 1965 (7)       | Rock and Roll Music                                         | The Beatles                      |
| 20 april 1965 (1)     | The Last Time                                               | The Rolling Stones               |
| 27 april 1965 (3)     | Ticket to Ride                                              | The Beatles                      |
| 18 maj 1965 (1)       | Cadillac                                                    | The Hep Stars                    |
| 25 maj 1965 (4)       | Farmer John                                                 | The Hep Stars                    |
| 22 juni 1965 (3)      | Bring It On Home to Me                                      | The Animals                      |
| 13 juli 1965 (3)      | The Birds and the Bees                                      | Alma Cogan                       |
| 3 augusti 1965 (2)    | Bald Headed Woman                                           | The Hep Stars                    |
| 17 augusti 1965 (4)   | Help!                                                       | The Beatles                      |
| 14 september 1965 (4) | (I Can't Get No) Satisfaction                               | The Rolling Stones               |
| 12 oktober 1965 (4)   | Eve of Destruction                                          | Barry McGuire                    |
| 9 november 1965 (6)   | Yesterday                                                   | The Beatles                      |
| 21 december 1965 (3)  | Yesterday Man                                               | Chris Andrews                    |
| 11 januari 1966 (5)   | We Can Work It Out/Day Tripper                              | The Beatles                      |
| 15 februari 1966 (5)  | Michelle                                                    | The Beatles                      |
| 22 mars 1966 (3)      | These Boots Are Made for Walkin'                            | Nancy Sinatra                    |
| 12 april 1966 (5)     | Sunny Girl                                                  | The Hep Stars                    |
| 17 maj 1966 (2)       | Daydream                                                    | The Lovin' Spoonful              |
| 31 maj 1966 (4)       | Wedding                                                     | The Hep Stars                    |
| 28 juni 1966 (3)      | Paperback Writer                                            | The Beatles                      |
| 19 juli 1966 (1)      | Baldheaded Lena                                             | The Lovin' Spoonful              |
| 26 juli 1966 (2)      | Bus Stop                                                    | The Hollies                      |
| 9 augusti 1966 (3)    | In My Dreams                                                | Tages                            |
| 30 augusti 1966 (3)   | Yellow Submarine                                            | The Beatles                      |
| 20 september 1966 (3) | Just Like a Woman                                           | Manfred Mann                     |
| 11 oktober 1966 (4)   | Little Man                                                  | Sonny & Cher                     |
| 8 november 1966 (9)   | Consolation/Don't                                           | The Hep Stars                    |
| 10 januari 1967 (1)   | Alex Is the Man                                             | Ola & The Janglers               |
| 17 januari 1967 (1)   | Consolation/Don't                                           | The Hep Stars                    |
| 17 januari 1967 (2)   | Miss Mac Baren                                              | Tages                            |
| 31 januari 1967 (4)   | I'm A Believer                                              | The Monkees                      |
| 28 februari 1967 (1)  | Bucket T                                                    | The Who                          |
| 7 mars 1967 (6)       | Penny Lane/Strawberry Fields Forever                        | The Beatles                      |
| 18 april 1967 (2)     | The Girl I Knew Somewhere/A Little Bit Me, a Little Bit You | The Monkees                      |
| 2 maj 1967 (2)        | Puppet on a String                                          | Sandie Shaw                      |
| 16 maj 1967 (5)       | Malaika                                                     | The Hep Stars                    |
| 20 juni 1967 (4)      | The Lion Sleeps Tonight                                     | The Hounds                       |
| 18 juli 1967 (2)      | Maria, min vän                                              | Larry Finnegan                   |
| 1 augusti 1967 (4)    | All You Need Is Love                                        | The Beatles                      |
| 29 augusti 1967 (5)   | San Francisco (Be Sure to Wear Flowers in Your Hair)        | Scott McKenzie                   |
| 1 oktober 1967 (3)    | Somebody's Taken Maria Away                                 | Tom & Mick & Maniacs             |
| 24 oktober 1967 (3)   | Mot okänt land                                              | The Hep Stars                    |
| 14 november 1967 (4)  | Massachusetts                                               | The Bee Gees                     |
| 12 december 1967 (5)  | Hello, Goodbye                                              | The Beatles                      |
| 16 januari 1968 (6)   | Lyckliga gatan                                              | Anna-Lena Löfgren                |
| 27 februari 1968 (1)  | Jag var så kär                                              | Agnetha Fältskog                 |
| 5 mars 1968 (3)       | Mighty Quinn                                                | Manfred Mann                     |
| 26 mars 1968 (1)      | Cinderella Rockefella                                       | Esther & Abi Ofarim              |
| 2 april 1968 (2)      | Lady Madonna                                                | The Beatles                      |
| 16 april 1968 (2)     | Det börjar verka kärlek banne mig                           | Claes-Göran Hederström           |
| 30 april 1968 (6)     | Congratulations                                             | Cliff Richard                    |
| 11 juni 1968 (1)      | Simon Says                                                  | 1910 Fruitgum Company            |
| 18 juni 1968 (2)      | Young Girl                                                  | The Union Gap feat. Gary Puckett |
| 2 juli 1968 (8)       | Things                                                      | Nancy Sinatra & Dean Martin      |
| 27 augusti 1968 (3)   | Happy Birthday Sweet Sixteen                                | Flamingokvintetten               |
| 17 september 1968 (5) | Hey Jude                                                    | The Beatles                      |
| 22 oktober 1968 (5)   | Those Were the Days                                         | Mary Hopkin                      |
| 26 november 1968 (1)  | Romeo och Julia                                             | Inger-Lise Andersen              |
| 3 december 1968 (1)   | Let's Dance                                                 | Ola & The Janglers               |
| 10 december 1968 (6)  | Arrivederci Frans                                           | Ann-Louise Hanson                |
| 21 januari 1969 (4)   | Ob-La-Di Ob-La-Da                                           | The Marmalade                    |
| 18 februari 1969 (2)  | Gunga gunga                                                 | Lars Berghagen                   |
| 4 mars 1969 (3)       | One Way Ticket                                              | Eleanor Bodel                    |
| 25 mars 1969 (3)      | Judy min vän                                                | Tommy Körberg                    |
| 15 april 1969 (2)     | Where Do You Go To (My Lovely)?                             | Peter Sarstedt                   |
| 29 april 1969 (1)     | Du skänker mening åt mitt liv                               | Ola Håkansson                    |
| 6 maj 1969 (4)        | Get Back                                                    | The Beatles                      |
| 3 juni 1969 (2)       | Man ska leva för varandra                                   | Trio me' Bumba                   |
| 17 juni 1969 (3)      | Bunta ihop dom                                              | Lars Ekborg                      |
| 8 juli 1969 (7)       | In the Ghetto                                               | Elvis Presley                    |
| 26 augusti 1969 (3)   | In the Year 2525                                            | Zager & Evans                    |
| 16 september 1969 (3) | Je t'aime... moi non plus                                   | Jane Birkin & Serge Gainsbourg   |
| 7 oktober 1969 (1)    | Abbey Road (LP)                                             | The Beatles                      |
| 14 oktober 1969 (5)   | Je t'aime... moi non plus                                   | Jane Birkin & Serge Gainsbourg   |
| 18 november 1969 (2)  | Cornelis sjunger Taube (LP)                                 | Cornelis Vreeswijk               |
| 2 december 1969 (5)   | Rosen                                                       | Arne Qvick                       |
| 6 januari 1970 (1)    | Sugar, Sugar                                                | The Archies                      |
| 13 januari 1970 (3)   | En man i byrån                                              | Lill Lindfors                    |
| 3 februari 1970 (1)   | Venus                                                       | The Shocking Blue                |
| 10 februari 1970 (6)  | Monia                                                       | Peter Holm                       |
| 24 mars 1970 (2)      | Uppblåsbara Barbara                                         | Robert Karl-Oskar Broberg        |
| 7 april 1970 (3)      | Bridge over Troubled Water (LP)                             | Simon and Garfunkel              |
| 28 april 1970 (3)     | Love Grows (Where My Rosemary Goes)                         | Edison Lighthouse                |
| 19 maj 1970 (1)       | Bridge over Troubled Water (LP)                             | Simon and Garfunkel              |
| 26 maj 1970 (7)       | Pretty Belinda                                              | Chris Andrews                    |
| 14 juli 1970 (7)      | In the Summertime                                           | Mungo Jerry                      |
| 1 september 1970 (5)  | Mitt sommarlov                                              | Anita Hegerland                  |
| 6 oktober 1970 (3)    | Bridge over Troubled Water (LP)                             | Simon and Garfunkel              |
| 27 oktober 1970 (5)   | Led Zeppelin III (LP)                                       | Led Zeppelin                     |
| 1 december 1970 (1)   | Abraxas (LP)                                                | Santana                          |
| 8 december 1970 (8)   | Cracklin' Rosie                                             | Neil Diamond                     |
| 19 januari 1971 (3)   | Candida                                                     | Dawn                             |
| 9 februari 1971 (6)   | My Sweet Lord                                               | George Harrison                  |
| 23 mars 1971 (6)      | Rose Garden                                                 | Lynn Anderson                    |
| 4 maj 1971 (3)        | Chirpy Chirpy Cheep Cheep                                   | Middle of the Road               |
| 25 maj 1971 (1)       | Un banc, un arbre, une rue                                  | Severine                         |
| 1 juni 1971 (2)       | Going Back To Indiana                                       | The Jackson Five                 |
| 15 juni 1971 (2)      | Funny Funny                                                 | The Sweet                        |
| 29 juni 1971 (5)      | Butterfly                                                   | Danyel Gerard                    |
| 3 augusti 1971 (7)    | Indian Reservation                                          | The Raiders                      |
| 21 september 1971 (3) | Fireball (LP)                                               | Deep Purple                      |
| 12 oktober 1971 (5)   | Anna och mej (Me and Bobby McGee)                           | Lalla Hansson                    |
| 16 november 1971 (1)  | Santana III                                                 | Santana                          |
| 23 november 1971 (6)  | Mamy Blue                                                   | Pop Tops                         |
| 4 januari 1972 (5)    | Soley Soley                                                 | Middle of the Road               |
| 8 februari 1972 (3)   | Jesus Christ Superstar (2LP)                                | Diverse artister                 |
| 29 februari 1972 (8)  | Paul Simon (LP)                                             | Paul Simon                       |
| 25 april 1972 (2)     | Son of My Father                                            | Chicory Tip                      |
| 9 maj 1972 (4)        | Himself (LP)                                                | Gilbert O'Sullivan               |
| 6 juni 1972 (4)       | En sång om frihet                                           | Sven-Bertil Taube                |
| 4 juli 1972 (10)      | Undringar (LP)                                              | Ted Gärdestad                    |
| 12 september 1972 (4) | Sister Jane                                                 | New World                        |
| 10 oktober 1972 (1)   | Popcorn                                                     | Hot Butter                       |
| 17 oktober 1972 (3)   | Himself (LP)                                                | Gilbert O'Sullivan               |
| 24 oktober 1972 (1)   | Hello-a                                                     | Mouth & Macneal                  |
| 7 november 1972 (13)  | Back to Front                                               | Gilbert O'Sullivan               |
| 6 februari 1973 (2)   | Crocodile Rock                                              | Elton John                       |
| 20 februari 1973 (4)  | Who Do We Think We Are (LP)                                 | Deep Purple                      |
| 20 mars 1973 (6)      | Ring ring (bara du slog en signal)                          | Björn, Benny, Agnetha & Frida    |
| 1 maj 1973 (5)        | Power to All Our Friends                                    | Cliff Richard                    |
| 5 juni 1973 (9)       | There Goes Rhymin' Simon (LP)                               | Paul Simon                       |
| 7 augusti 1973 (6)    | Janne Schaffer (LP)                                         | Janne Schaffer                   |
| 18 september 1973 (5) | Killing Me Softly (LP)                                      | Roberta Flack                    |
| 23 oktober 1973 (4)   | I'm a Writer Not a Fighter (LP)                             | Gilbert O'Sullivan               |
| 20 november 1973 (1)  | Pin Ups (LP)                                                | David Bowie                      |
| 27 november 1973 (4)  | På väg (LP)                                                 | Hoola Bandoola Band              |
| 25 december 1973 (1)  | Flamingokvintetten 4 (LP)                                   | Flamingokvintetten               |
| 1 januari 1974 (3)    | Ringo (LP)                                                  | Ringo Starr                      |
| 22 januari 1974 (6)   | Flamingokvintetten 4 (LP)                                   | Flamingokvintetten               |
| 5 mars 1974 (2)       | Burn (LP)                                                   | Deep Purple                      |
| 19 mars 1974 (12)     | Waterloo (LP)                                               | Abba                             |
| 11 juni 1974 (7)      | The Sting (LP)                                              | Soundtrack                       |
| 30 juli 1974 (4)      | Upptåg (LP)                                                 | Ted Gärdestad                    |
| 27 augusti 1974 (20)  | Forever And Ever (LP)                                       | Demis Roussos                    |
| 14 januari 1975 (5)   | Flamingokvintetten 5 (LP)                                   | Flamingokvintetten               |
| 11 februari 1975 (1)  | I Can Help                                                  | Billy Swan                       |
| 18 februari 1975 (3)  | On the Level (LP)                                           | Status Quo                       |
| 25 februari 1975 (3)  | I Can Help (LP)                                             | Billy Swan                       |
| 18 mars 1975 (6)      | Michelangelo                                                | Björn Skifs                      |
| 29 april 1975 (16)    | Abba (LP)                                                   | Abba                             |
| 19 augusti 1975 (1)   | Greatest Hits (LP)                                          | Cat Stevens                      |